# Arisaema quinquelobatum
Arisaema quinquelobatum är en kallaväxtart som beskrevs av Hen Li och Jin Murata. Arisaema quinquelobatum ingår i släktet Arisaema och familjen kallaväxter. Inga underarter finns listade.